# Torneo Interbritannico 1910
Il Torneo Interbritannico 1910 fu la ventisettesima edizione del torneo di calcio conteso tra le Home Nations dell'arcipelago britannico. Il torneo fu vinto dalla Scozia.

## Risultati
| Data             | Luogo      | Squadra 1 | Risultato | Squadra 2   |
| ---------------- | ---------- | --------- | --------- | ----------- |
| 12 febbraio 1910 | Belfast    | Irlanda   | 1 - 1     | Inghilterra |
| 5 marzo 1910     | Kilmarnock | Scozia    | 1 - 0     | Galles      |
| 14 marzo 1910    | Cardiff    | Galles    | 0 - 1     | Inghilterra |
| 19 marzo 1910    | Belfast    | Irlanda   | 1 - 0     | Scozia      |
| 2 aprile 1910    | Glasgow    | Scozia    | 2 - 0     | Inghilterra |
| 11 aprile 1910   | Wrexham    | Galles    | 4 - 1     | Irlanda     |

## Classifica
| Pos | Squadra     | Pti | G | V | N | P | GF | GS |
| --- | ----------- | --- | - | - | - | - | -- | -- |
| 1   | Scozia      | 4   | 3 | 2 | 0 | 1 | 3  | 1  |
| 2   | Inghilterra | 3   | 3 | 1 | 1 | 1 | 2  | 3  |
| 2   | Irlanda     | 3   | 3 | 1 | 1 | 1 | 3  | 5  |
| 4   | Galles      | 2   | 3 | 1 | 0 | 2 | 4  | 3  |

## Vincitore
| Campione 1910 Scozia |